# Vaxine
Vaxine est un jeu vidéo de type shoot 'em up développé par The Assembly Line et édité par U.S. Gold, sorti en 1990 sur Amiga, Atari ST et DOS. 

## Accueil
- Tilt : 19/20 (versions Atari ST et Amiga)[1]